# Hydroporus zimmermanni
Hydroporus zimmermanni är en skalbaggsart som beskrevs av G. Müller 1926. Hydroporus zimmermanni ingår i släktet Hydroporus och familjen dykare. Inga underarter finns listade i Catalogue of Life.